# 反跳爆撃
反跳爆撃（はんちょうばくげき）とは、航空機で攻撃目標の手前に爆弾を投下し、爆弾を水面低く跳ねさせて目標に激突させる爆撃法。スキップボミング（英語: Skip bombing）の日本海軍における和訳で、日本陸軍では跳飛爆撃（ちょうひばくげき）と訳された。

## 理論

反跳爆弾による爆撃

アメリカ陸軍航空軍の開発した方式では、爆撃機は海面高度約60-75mを約370-460km/hで水平飛行して目標艦船の側方から接近し、約180-90 mの距離で、5秒の遅延信管を取り付けた2-4発の225kg通常爆弾または450kg通常爆弾を投下する。投下された爆弾は水面上を水切りの石と同じ要領で反跳し、目標船舶の吃水線下または船体上部に命中し起爆する。どちらの場合でも目標に有効に損害を与えることができる。特に水中での爆発は、艦船に対して大きなダメージを与えることができた。
反跳爆撃は、急降下爆撃機や魚雷を積んだ雷撃機のような特別の機材を用いなくても、艦船に対して効果的な打撃を与えることができた。イギリス空軍では専用の反跳爆弾も開発された。しかし、反跳爆撃は、時折海面での反跳時に爆弾が起爆してしまう、あるいは反跳せずに沈んでしまうなどの欠点はあった。また、目標に向かって直線的に接近し、そのまま低空で飛び越えるという攻撃方法のため、対空砲による反撃を受ける危険性も高かった。
アメリカ陸軍航空軍の場合、B-17、B-25、A-20など様々な種類の爆撃機が反跳爆撃に使用された。爆撃時には攻撃目標に極めて接近しなければならず激しい対空砲火を受けるので、対空火器を制圧するために機首に機銃を集中装備させたり、ブリストル ボーファイターのような重戦闘機による事前制圧を行ったりした。

## 歴史
最初に反跳爆撃を実戦に投入した人物は、イタリア空軍第97飛行大隊指揮官ジュゼッペ・チェンニ少佐とされる。イタリア空軍はドイツからJu 87 スツーカ急降下爆撃機を輸入して装備していたが絶対数が不足しており、地中海を航行する連合国軍艦艇に少数機で攻撃を行い、効率的に損害を与えねばならなかった。そこでチェンニは爆弾を跳飛させる方法を考案し、1941年4月4日ギリシア北西岸沖イオニア諸島・ケルキラ島デルティニコ湾に停泊していたギリシア海軍輸送船「ササナ」（932トン）にJu-87の操縦桿を自ら握ってスキップボミングを実施、同船を撃沈した。チェンニと部下達は急降下爆撃と跳飛爆撃を組み合わせることで連合国軍船舶に損害を与え続け、4月21日にはギリシャ汽船「イオアナ」（1,200ｔ）を反跳爆撃で撃沈した。
これに対して一般的な説明では、アメリカ陸軍航空軍のウィリアム・ベン少佐率いる南西太平洋区（en）第5空軍第43爆撃隊63戦隊が開発したと言われる。正確には、1942年にフロリダの射撃実験場でサージェント・ハフ大佐による研究が行われ、これを実戦に移したのがベン少佐であった。アメリカ陸軍航空軍による反跳爆撃はニューブリテン島のラバウル基地周辺で最初に実施された。第5空軍は日本の船舶に対しB-25を使用して反跳爆撃を実施した。攻撃成果は非常に効果的であると判明した。この爆撃方法の最大の戦果は1943年の3月2-3日に発生したニューギニア方面でのビスマルク海海戦で、日本軍の輸送船団はこの戦いで壊滅した。この際には重武装のオーストラリア空軍のボーファイターが護衛に付き、日本軍の対空砲火に対抗していた。
ほぼ同時期にイギリスでも類似のアイディアが考案され、イギリス空軍でも反跳爆撃が実施された。1942年4月にバーンズ・ウォリス博士が考案したもので、専用の反跳爆弾も開発した。1943年5月に、ナチス・ドイツの水力発電用大型ダムに対して使用された（チャスタイズ作戦）。
敵が実施していた「スキップボミング」と呼ばれるこの攻撃方法が日本に伝わると、1944年頃から日本海軍の海軍航空技術廠で反跳爆撃の実験が始まった。小福田晧文少佐（空技廠飛行実験部）が担当していた。実験は零式艦上戦闘機、新型の双発爆撃機銀河を使用していた。銀河の実験中、神奈川県久里浜沖で250kg爆弾を投下したが、反跳した爆弾が尾翼を直撃、銀河は墜落して搭乗員3名が殉職した。その後、爆装した零式艦上戦闘機（爆戦）などによる訓練が実施されたが、明確な戦果はほとんど記録に残っていない。例えば、爆撃隊出身者も赴任して反跳爆撃用として整備中だった第二〇一海軍航空隊は、レイテ沖海戦前のダバオ誤報事件で空襲を浴びて壊滅状態となった。その後、201空の残存戦力からは日本海軍最初の特別攻撃隊が編成され、そのひとつ「敷島隊」の指揮官には、本来は反跳爆撃の指揮官要員として派遣された関行男大尉が着任することとなる。
日本陸軍でも跳飛爆撃の名で導入をしたが、大きな戦果を挙げることはできなかった。例えばレイテ沖海戦中の1944年10月24日、飛行第3戦隊所属の九九式双発軽爆撃機22機が跳飛爆撃を行うために出撃したが、故障などで脱落した機を除き、途中で敵戦闘機に捕捉されて目標到達前に全滅した。跳飛爆撃の第一人者とされた岩本益臣大尉は、陸軍最初の特別攻撃隊である「万朶隊」の指揮官として戦死した。